# Sôfe
Sôfe ist ein 1289 m hoher Berg im Süden Dschibutis. Er liegt in der Region Ali Sabieh an der Grenze zu Äthiopien.

## Geographie

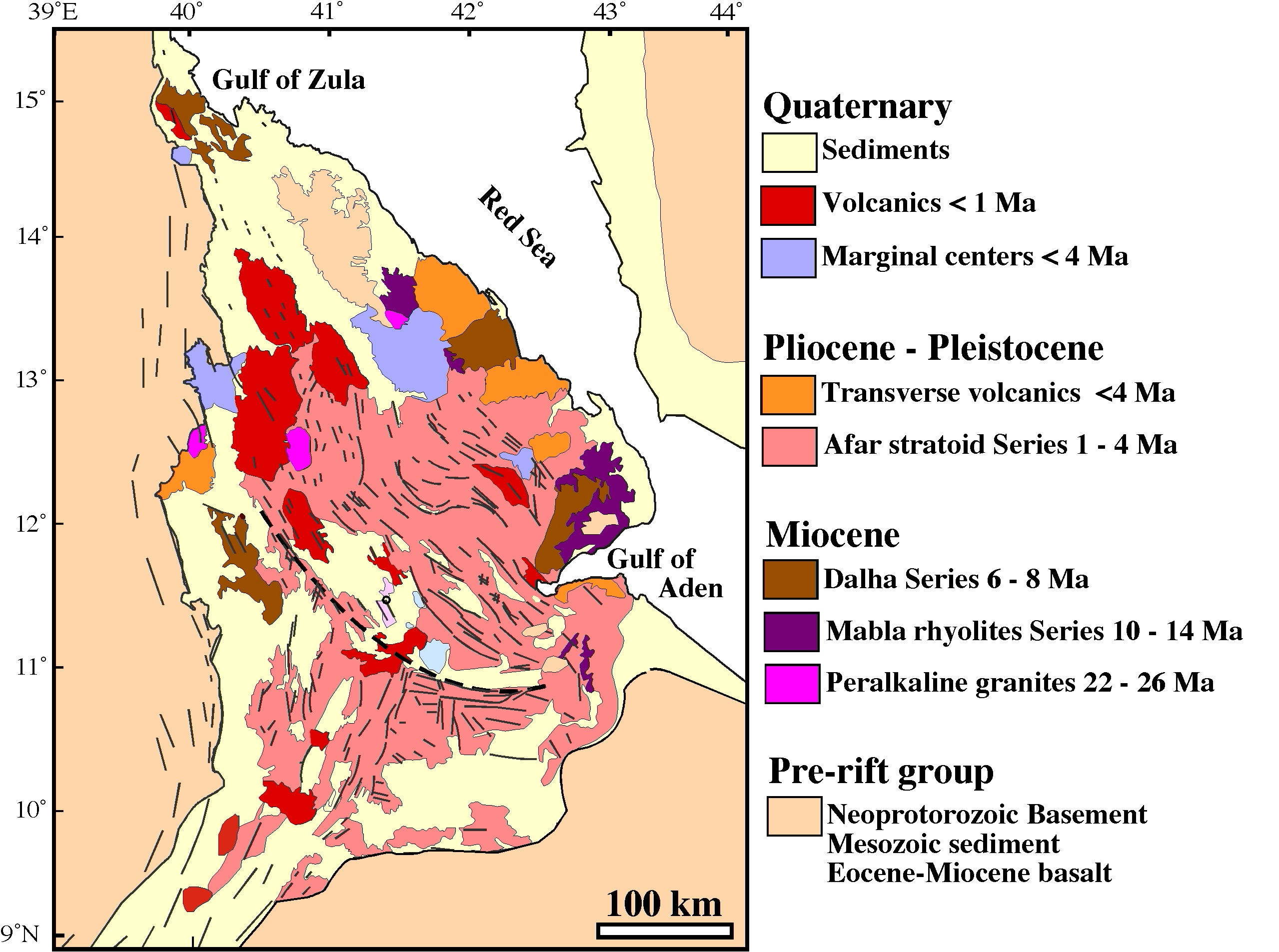
Geologie des Afar-Dreiecks.

Der Berg liegt etwa 7 km südlich der Stadt Ali Sabieh und 80 km südwestlich der Hauptstadt Dschibuti. Der Berg ist nach Norden recht schroff und fällt nach Süden sanfter ab. Das Massiv erstreckt sich bis nach Äthiopien hinein.